# Университет Флиндерса
Университе́т Фли́ндерса — общественный исследовательский университет, расположенный в Аделаиде, Южная Австралия, с филиалами в 11 местах в Южной Австралии и Северной территории. Основанный в 1966 году, он был назван в честь британского мореплавателя Мэтью Флиндерса, который исследовал побережье Австралии в начале XIX века.
Главный кампус расположен в Бедфорд-парке на юге Аделаиды. Другие кампусы находятся в Тонсли, центре Аделаиды, Ренмарке, Алис-Спрингс и Дарвине. Университет является членом группы инновационных исследовательских университетов (IRU).
Университет Флиндерса лидировал в стране по показателям трудоустройства среди последипломного образования согласно результату опроса выпускников 2021 года (Лонгитюдное исследование), опубликованному «Показателями качества обучения и преподавания» правительства Австралии.

## История

### Создание
К концу 1950-х годов кампус Университета Аделаиды в Норт-Террас приближался к заполнению. В 1960 году премьер-министр Томас Плейфорд объявил, что 150 гектаров (370 акров) принадлежащей правительству штата земли в Бербанке (ныне Бедфорд-парк) будут выделены Университету Аделаиды для создания второго кампуса.
Планирование началось в 1961 году. Назначенный директор нового кампуса, экономист и профессор Питер Кармель, был непреклонен в том, что новый кампус должен работать независимо от кампуса в Норт-Террас. Он надеялся, что кампус в Бедфорд-парке сможет свободно внедрять инновации и не будет связан традициями.
Капитальные работы начались в 1962 году с гранта в размере 3,8 миллиона фунтов стерлингов от Комиссии австралийских университетов. Архитектор Джефф Харрисон совместно с архитектурной фирмой Hassell, McConnell and Partners спроектировали новый университет, который, с учётом будущих расширений, в конечном итоге мог вместить до 6000 студентов.

### Независимость и открытие
В 1965 году Лейбористская партия победила на выборах штата, и премьер-министром стал Фрэнк Уолш. ALP хотела разрушить гегемонию Университета Аделаиды над высшим образованием в штате и объявила, что намерена сделать кампус в Бедфорд-парке независимым учреждением.
17 марта 1966 года парламент штата принял закон об официальном создании Университета Флиндерса в Южной Австралии. Хотя Лейбористская партия предпочитала название «Университет Южной Австралии», преподаватели хотели, чтобы университет был назван в честь «выдающегося, но бесспорного» человека. Они остановились на британском мореплавателе Мэтью Флиндерсе, который исследовал побережье Южной Австралии в 1802 году. Его первоначальный герб, разработанный профессором факультета изящных искусств, включал репродукцию корабля Флиндерса «Исследователь» и его журнала «Путешествие на Южную Землю», открытого на странице, на которой Флиндерс описывал берег возле территории кампуса.
Университет Флиндерс был открыт Королевой-матерью Елизаветой 25 марта 1966 года. Питер Кармель стал первым проректором, а сэр Марк Митчелл — первым ректором. Университет начал преподавание 7 марта 1966 года, в нём обучалось 400 студентов.
Важной ранней инициативой стало решение построить Медицинский центр Флиндерса на территории, прилегающей к кампусу, и разместить на территории этой новой больницы университетскую медицинскую школу — первое подобное решение в Австралии. Университет принял студентов-медиков в 1974 году, а центр открылся в следующем.

### Расширение

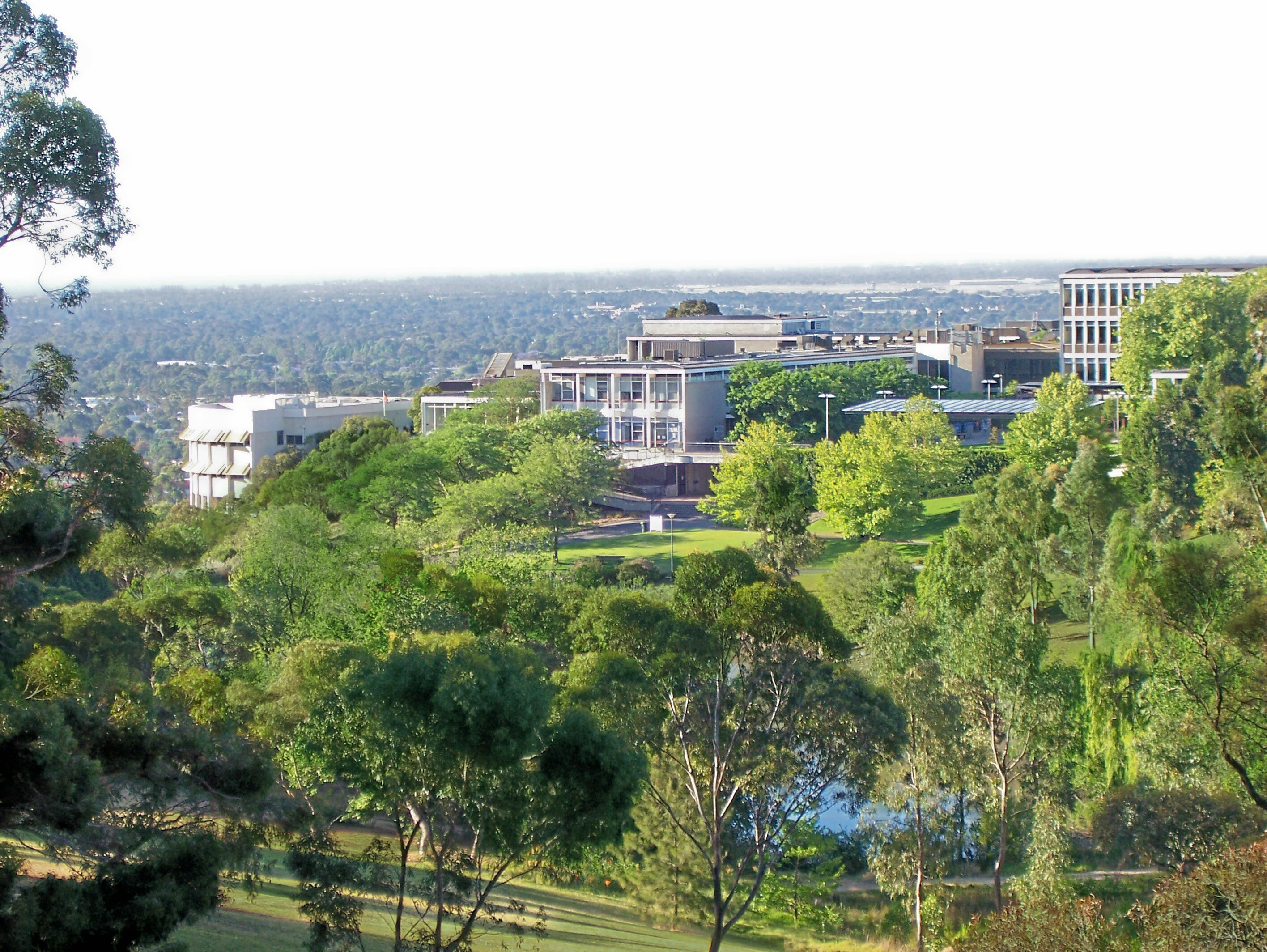
Вид на главный кампус Университета Флиндерса: видна центральная площадь и берег озера.

В 1990 году в рамках крупнейшего строительного проекта на территории кампуса с середины 1970-х годов начались работы над тремя новыми зданиями — юриспруденции и торговли; инженерии; информатики и технологии. Разрешение на создание Инженерной школы было дано в 1991 году, и вскоре после этого были учреждены степени в области электротехники и электроники и биомедицинской инженерии.
В 1991 году в рамках реструктуризации высшего образования в Южной Австралии Университет Флиндерса объединился с кампусом бывшего Южноавстралийского колледжа высшего образования в Стёрте.
В 1992 году была принята четырёхфакультетская структура.
В 1998 году совместно с Университетом Северной территории (ныне Университет Чарльза Дарвина) был создан Центр дистанционного здравоохранения — сельская клиническая больница, базирующаяся в Алис-Спрингс. В 2011 году сотрудничество было расширено с созданием Медицинской программы Северной территории.
С 2000 года в университете созданы новые дисциплины в таких областях, как физиотерапия, эрготерапия, а также несколько инженерных дисциплин.
В 2011 году род бактерий Flindersiella был назван в честь университета после того, как штамм был обнаружен на дереве в кампусе.
В 2015 году университет открыл новый кампус в Тонсли, на месте бывшего завода Mitsubishi Motors Australia на юге Аделаиды. В этом кампусе находится университетская Школа компьютерных наук, инженерии и математики, а также Исследовательский институт медицинского оборудования, Центр наномасштабной науки и технологий (теперь известный как Институт наномасштабной науки и технологий Флиндерса) и технологический стартап Re-Timer.
В 2016 году университет отпраздновал своё 50-летие календарём общественных мероприятий и публикацией, в которой обобщил основные моменты истории, исследований и достижений университета за последние 50 лет. В 2016 году в центральном кампусе также открылись студенческий центр и площадь.
Стратегический план университета «Making a Difference» — «Повестка 2025 года», опубликованный в 2016 году, установил видение на ближайшее десятилетие о вхождении в десятку лучших австралийских университетов и в один процент лучших университетов мира.
1 июля 2017 года университет был реструктурирован из двухуровневой системы, состоящей из четырёх факультетов и четырнадцати школ, в одноуровневую структуру, состоящую из шести колледжей.
В 2019 году университет объявил о дополнительных инвестициях в размере 100 миллионов долларов в исследования и ещё 100 миллионов долларов в образование в течение пятилетнего периода, чтобы поддержать себя в достижении стратегических целей.
В 2019 году университет также объявил о планах существенного развития земли в северной части кампуса в Бедфорд-парке, примыкающего к району больниц Флиндерса. В этом комплексе, известном как «деревня Флиндерса», будут построены исследовательские центры, студенческие общежития, коммерческие помещения и другая инфраструктура. Катализатором этой инициативы стало продление железнодорожной линии Кловелли-Парк до района Флиндерс. Железнодорожная линия стоимостью 141 миллион долларов и станция Флиндерса начали работу в декабре 2020 года. Первым этапом развития деревни Флиндерса является строительство Здания здоровья и медицинских исследований. Строительство началось в декабре 2021 года, а завершение строительства здания, в котором разместится Институт здоровья и медицинских исследований Флиндерса, планируется в 2024 году.
В 2021 году университет объявил, что расширит своё присутствие в центре города, создав вертикальный кампус в качестве якорного арендатора Фестивальной башни, крупного проекта, который планируется завершить в 2024 году рядом со зданием парламента и железнодорожным вокзалом Аделаиды в Норт-Террас.
В 2022 году новоизбранное лейбористское правительство штата во главе с Питером Малинаускасом предложило создать комиссию для расследования возможности слияния трёх государственных университетов Южной Австралии — Университета Южной Австралии, Университета Аделаиды и Университета Флиндерса. Университет Аделаиды и Университет Южной Австралии заявили о своём намерении объединиться, Университет Флиндерса решил остаться независимым учреждением.

## Кампусы
Главный кампус университета находится в южном пригороде Аделаиды Бедфорд-парке, около 12 км. к югу от центра Аделаиды. Университет также присутствует на площади Виктория в центре города и в Тонсли. Он также включает ряд внешних учебных заведений в регионах Южной Австралии, юго-западной Виктории и Северной территории. По состоянию на 2020 год иностранные студенты составляли 19,5 % студенческого населения кампуса, также предлагается ряд зарубежных программ, в первую очередь в Азиатско-Тихоокеанском регионе.
У университета также есть два здания в центре Аделаиды; одно из них будет достроено в 2024 году. Одно здание находится на площади Виктории, а другое — в Норт-Террас рядом со зданием парламента.

## Организация

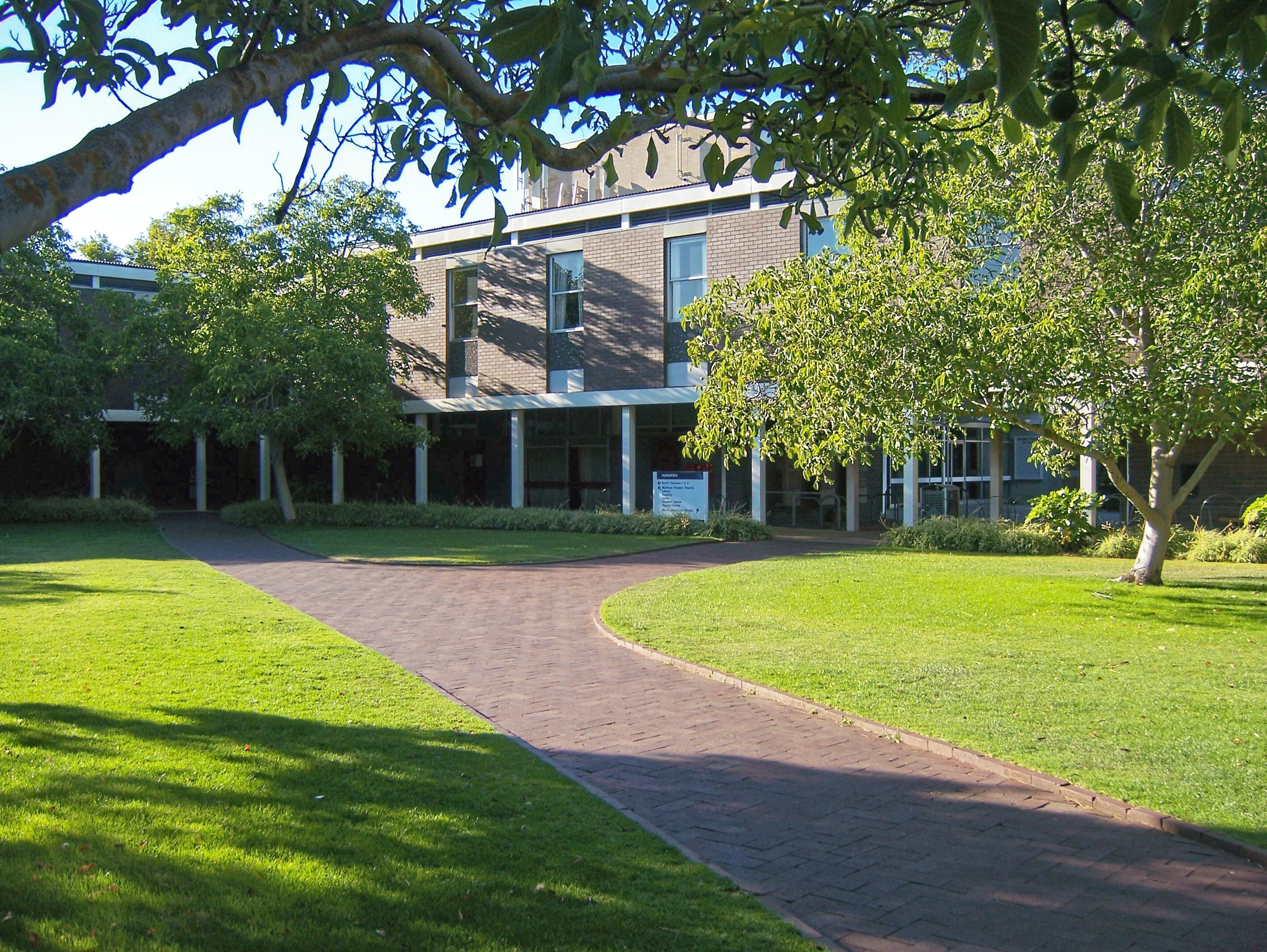
Вид на внутренний двор гуманитарного корпуса Университета Флиндерса.

Университет Флиндерс предлагает более 160 курсов бакалавриата и магистратуры, а также руководство последипломными научными исследованиями по всем дисциплинам. Многие курсы используют новые информационные и коммуникационные технологии в дополнение к очному обучению и предоставляют гибкие возможности.

### Колледжи
- Колледж бизнеса, государственного управления и права[42]
- Колледж педагогики, психологии и социальной работы[43]
- Колледж гуманитарных наук, искусств и социальных наук[44]
- Колледж медицины и общественного здравоохранения[45]
- Колледж медсестёр и медицинских наук[46]
- Колледж науки и инженерии[47]

### Ректорат

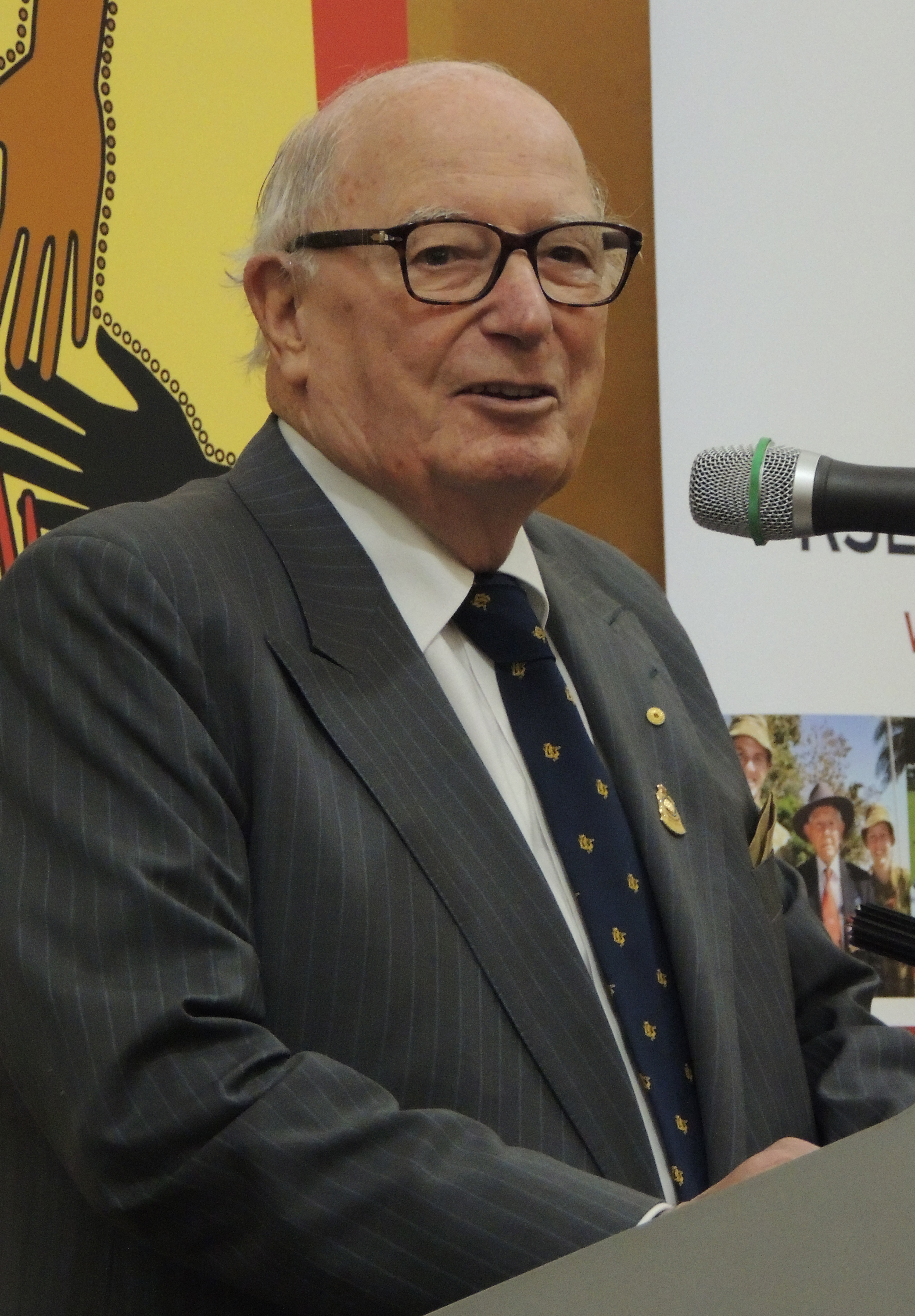
Сэр Эрик Нил, ректор Университета Флиндерса (2002—2010 гг.)

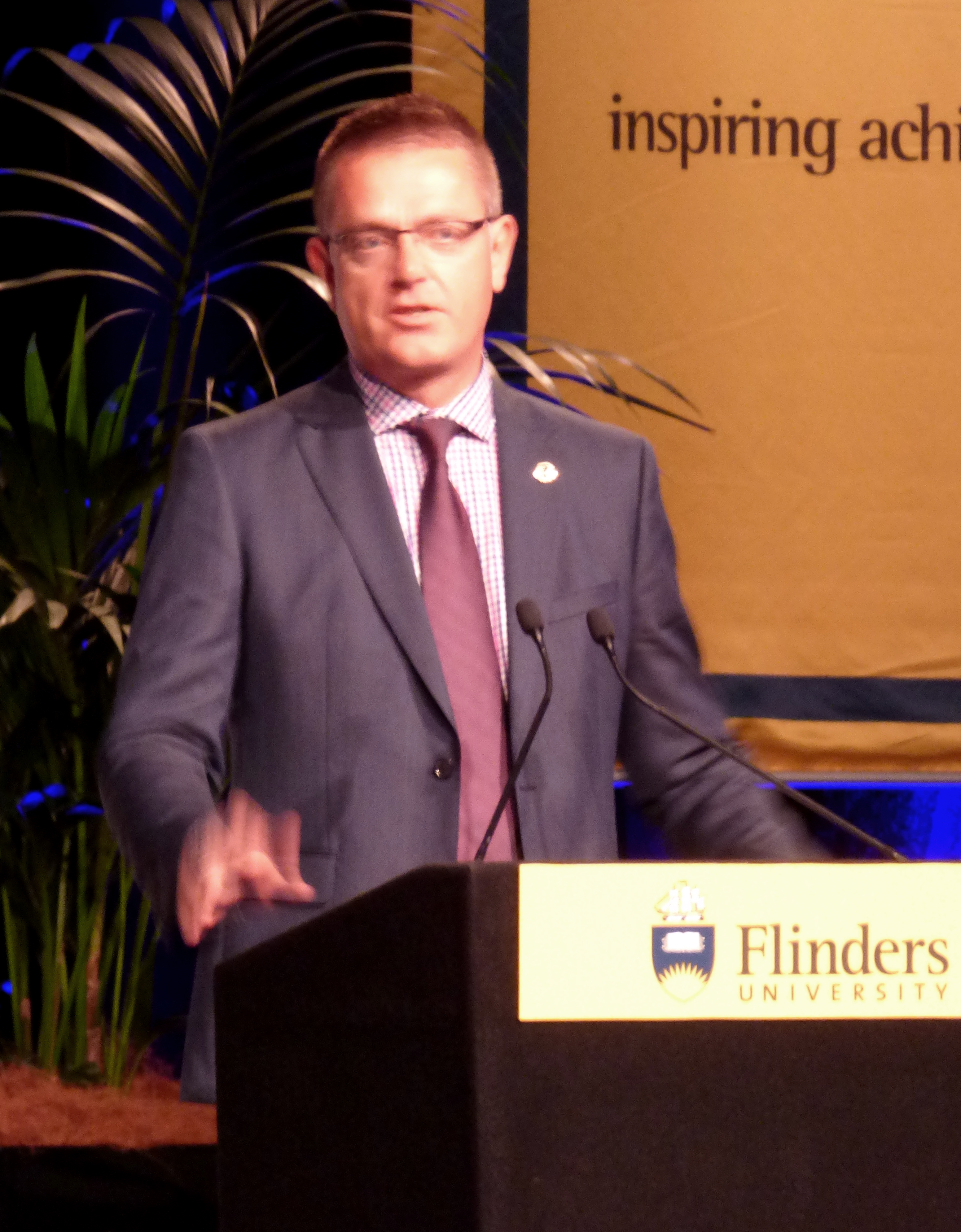
Профессор Колин Стирлинг, проректор (2015 — настоящее время)

С момента его основания в 1966 году, в Университете Флиндерса работали семь ректоров и восемь проректоров. Это:
| Имя                       | Годы                   | Позиция   |
| ------------------------- | ---------------------- | --------- |
| Питер Кармель AC CBE      | 1966-1971 гг.          | Проректор |
| сэр Марк Митчелл          | 1966-1971 гг.          | Ректор    |
| сэр Чарльз Харт Брайт     | 1971-1983 гг.          | Ректор    |
| Роджер Рассел             | 1972-1979 гг.          | Проректор |
| Кит Хэнкок АО             | 1980-1987 гг.          | Проректор |
| Фрэнсис Роберт Фишер АО   | 1983-1988 гг.          | Ректор    |
| Джон Фрэнсис Лаверинг АО  | 1987-1994 гг.          | Проректор |
| Дейдре Фрэнсис Джордан AC | 1988-2002 гг.          | Ректор    |
| Ян Чабб AC                | 1995-2000 гг.          | Проректор |
| Энн Эдвардс АО            | 2001-2007 гг.          | Проректор |
| сэр Эрик Нил              | 2002-2010 гг.          | Ректор    |
| Майкл Барбер АО           | 2008-2014 гг.          | Проректор |
| Стивен Герлах AM          | 2010-2023 гг.          | Ректор    |
| Колин Стирлинг            | 2015 — настоящее время | Проректор |
| Джон Худ                  | 2023 — настоящее время | Ректор    |

### Филиалы
- Австралийская школа науки и математики
- Медицинский центр Флиндерса
- Аделаидский теологический центр Бруклин-Парк, в состав которого входят:
  - Католический теологический колледж и
  - Объединённый колледж лидерства и теологии, заменивший Аделаидский богословский колледж[англ.][49]
- Академия Хелпманн

## Академический профиль

### Рейтинги
Университет Флиндерса входит в число трёхсот лучших учебных заведений мира, заняв 266-е место согласно рейтингу Times Higher Education за 2022 год.

## Студенческая жизнь

### Студенческий союз
Ассоциация студентов Университета Флиндерса (FUSA) — студенческий союз, ранее называвшийся Студенческой ассоциацией Университета Флиндерса (SAFU)

### Проживание
У Флиндерса есть два варианта проживания на территории кампуса:
- Университетский корпус (с обслуживанием)
- Деревня Дейдре Джордана (самообслуживание).

Что касается размещения за пределами кампуса, университетская служба Flinders Housing предлагает бесплатное и актуальное размещение: она предлагает частное жильё, доступное на рынке аренды.

### СМИ
С 1969 по 2006 год Ассоциация студентов Университета Флиндерса издавала газету «Empire Times». Её основателем и первым редактором был Мартин Фабини; первоначально газета печаталась в задней части его дома однокурсником Родом Босвеллом. «Empire Times» имеет историю неоднозначного юмора и дискуссий, направленных против истеблишмента. Среди известных бывших редакторов и сотрудников были Мартин Армигер и Грейг (Герберт Нельсон) Пикхейвер, Стеф Ки и Кейт Эллис. «Empire Times» прекращала публикации в 2006 году, но затем возобновила их в 2013 году.

### Виды спорта
В Университете Флиндерса есть множество спортивных команд, которые участвуют в социальных и спортивных соревнованиях.
Университет Флиндерс имеет 22 дочерних спортивных клуба, включая айкидо, лёгкую атлетику, бадминтон, бейсбол, баскетбол, крикет, фехтование, футбол, хоккей, дзюдо, кендо, корфбол, лакросс, мужской футбол, муай-тай, нетбол, сквош и ракетбол, настольный теннис, ультимейт фрисби, подводный футбол, волейбол и женский футбол.
Кроме того, студенты Университета Флиндерса имеют возможность посещать ежегодные университетские игры и соревноваться в различных видах спорта, представляя университет.

## Известные выпускники

### Искусство
- Марио Андреаккио — кинорежиссёр и продюсер
- Бенедикт Эндрюс — театральный режиссёр
- Дональд Брук — заслуженный профессор визуальных искусств
- Мэтт Крук — актёр[56]
- Алекс Фрейн — кинорежиссёр
- Нони Хэзлхерст — актриса
- Скотт Хикс — кинорежиссёр
- Виктория Хилл — актриса, писатель и продюсер
- Эйми Хорн — актриса и певица
- Крейг Лахифф — кинорежиссёр
- Нина Лэндис — актриса
- Калеб Льюис — драматург
- Сэм Мак — радио- и телеведущий
- Энтони Марас — кинорежиссёр, писатель и продюсер
- Луиза Миньоне — актриса[57]
- Док Нисон — певец, автор песен и фронтмен The Angels
- Грейг Пикхавер (также известный как Х. Г. Нельсон) — актёр, комик и писатель
- Дарио Руссо — кинорежиссёр и писатель[58]
- Ксавье Сэмюэл — актёр
- Джон Шуман — Майкл Аткинсон, Верити Трумэн, Крис Тиммс (члены-основатели Redgum)
- Венди Стрелоу — актриса
- Эдди Уайт — автор анимации и режиссёр

### Гуманитарные науки
- Джек Барбалет — профессор социологии
- Карл Бридж — профессор истории Королевского колледжа в Лондоне
- Мэрион Мэддокс — автор и профессор истории в Университете Маккуори
- Хейдон Мэннинг — политолог
- Андрекос Варнава — писатель и профессор истории
- Уэсли Уайлдман — профессор богословия Бостонского университета
- Грэм Хилл — доцент кафедры миссиологии и мирового христианства в Университете богословия

### Медицина
- Назира Абдула, педиатр и министр здравоохранения Мозамбика
- Ричард «Гарри» Харрис — анестезиолог и австралиец года 2019 года.
- Салли Гулд — первая медсестра из числа коренного населения в Новом Южном Уэльсе и старшая медсестра года 2006 г.

### Политика
- Джон Бэннон — бывший премьер-министр Южной Австралии
- Зои Беттисон — государственный политик и министр Южной Австралии
- Сьюзан Клоуз — государственный политик Южной Австралии, министр и заместитель премьер-министра
- Дэвид Кокс — член Палаты представителей Австралии
- Кейт Эллис — член Палаты представителей Австралии и министр
- Бронвин Халфпенни — член Законодательного собрания Виктории
- Ян Хантер — государственный политик и министр Южной Австралии
- Том Кеньон — государственный политик и министр Южной Австралии
- Стефани Ки — государственный политик и министр Южной Австралии
- Дженни Леонг — член Законодательного собрания Нового Южного Уэльса
- Брендан Нельсон — бывший австралийский лидер оппозиции
- Крис Пиктон — государственный политик и министр Южной Австралии
- Майк Ранн — бывший премьер-министр, назначен профессором Университета Флиндерса.
- Аманда Ришворт — член Палаты представителей Австралии
- Дон Рассел — бывший посол Австралии в США
- Роберт Симмс — австралийский сенатор
- Эндрю Сауткотт — член Палаты представителей Австралии
- Гейл Тирни — член Законодательного совета штата Виктория
- Сиалеатаонга Туивакано — премьер-министр Тонги[59]
- Линн Уокер — заместитель лидера оппозиции Северной территории
- Пратикно — министр Государственного секретариата Республики Индонезия
- Николь Флинт — член Палаты представителей Австралии

### Наука
- Род Босвелл — профессор Лаборатории исследования плазмы, АНУ
- Филип Борн — профессор фармакологии Калифорнийского университета в Сан-Диего
- Родни Брукс — профессор робототехники Массачусетского технологического института
- Сабина Диттманн — морской биолог
- Мохаммад Кайкобад — учёный-компьютерщик, профессор CSE, BUET
- Мамору Мори — космонавт (на пенсии), учёный и инженер
- Колин Растон — профессор зелёной химии, учёный года в Южной Африке, изобретатель вихревого жидкостного устройства.
- Кори Стюарт — доцент и новатор, «Женщины в искусственном интеллекте: производство», победитель 2022 г.
- Теренс Тао — математик, лауреат Филдсовской премии, профессор Калифорнийского университета в Лос-Анджелесе
- Тони Томас — профессор физики Университета Аделаиды

### Спорт
- Мэтью Липтак — футболист Аделаиды Кроуз
- Агнес Миловка — технический дайвер и автор
- Найджел Смарт — футболист Аделаиды Кроуз